# 亚洲锡鳞虫
亚洲锡鳞虫（学名：Sigalion asiatica）为锡鳞虫科锡鳞虫属的动物，是中国的特有物种。分布于渤海、黄海等海域，常见于潮间带。